# Lush
I Lush sono stati un gruppo musicale alternative rock inglese attivo tra il 1987 ed il 1996. Furono tra i primi gruppi ad essere identificati con il genere shoegaze, verso la fine della loro carriera virarono verso un suono brit pop.

## Storia
Inizialmente formatisi con il nome di The Baby Machines e composti da Meriel Barham (voce), Emma Anderson (chitarra, cori), Miki Berenyi (di origine ungaro-giapponese, chitarra), Steve Rippon (basso) e Chris Acland (batteria), cambiarono nome nel 1988 in Lush. 
Emma e Miki erano amiche da molto tempo, mentre gli altri avevano delle esperienze musicali con diversi gruppi.
Dopo che Barnham uscì dal gruppo per formare i The Pale Saints (1990), Anderson e Berenyi si divisero l'onere del canto.
Debuttarono il 6 marzo 1988 al Camden Falcon. L'anno seguente firmarono con la 4AD che pubblicò l'EP d'esordio Scar. Le ottime recensioni che seguirono portarono il gruppo tra le promesse nell'indie rock inglese.

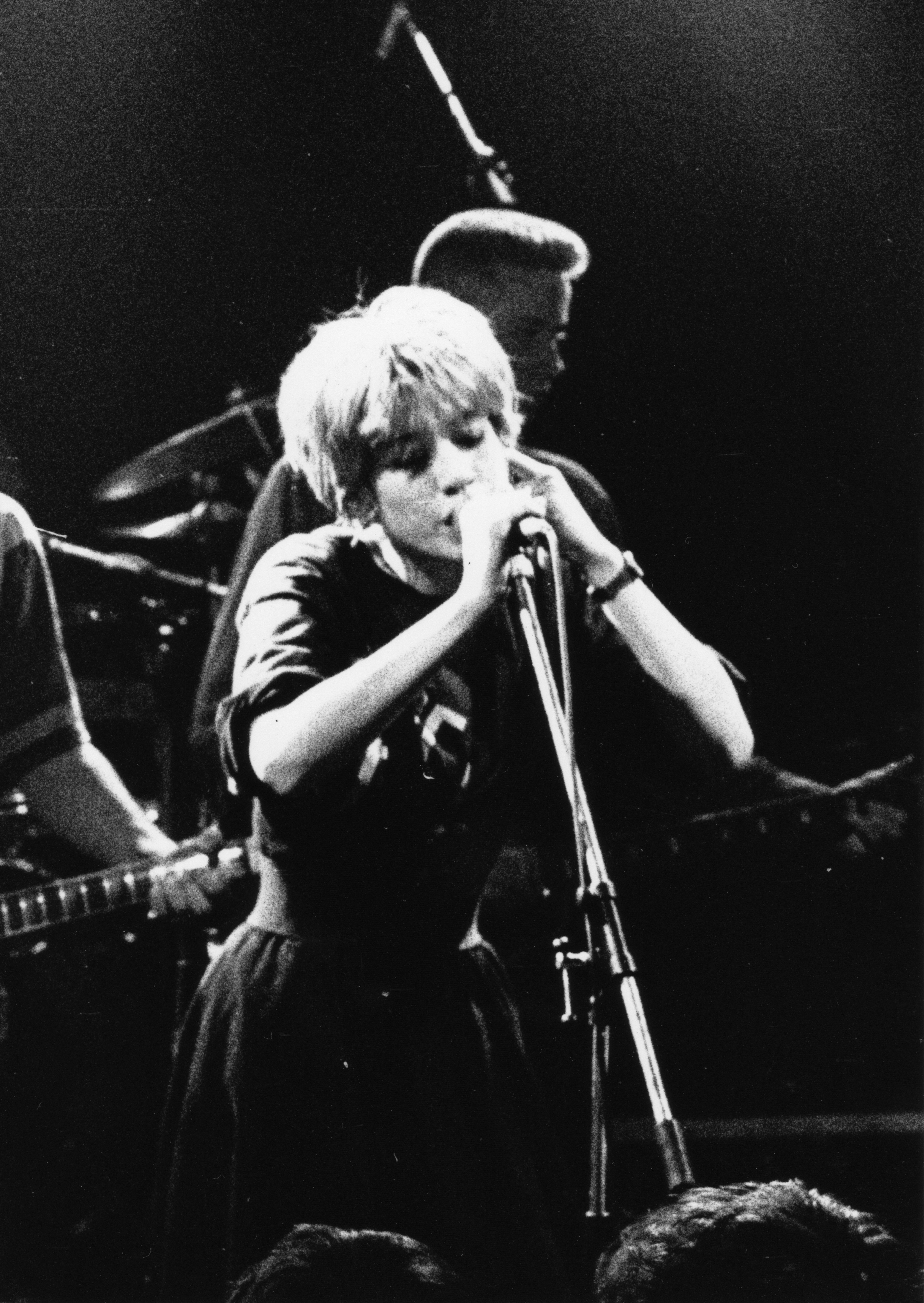
la cantante Miki Berenyi

Cominciarono ad essere identificati come gruppo shoegaze, nel 1990 uscì il secondo EP, Mad Love prodotto da Robin Guthrie ed il singolo Sweetness and Light. Furono invitati da John Peel per una session radiofonica alla BBC.
Nel 1991 il gruppo partecipò al Glastonbury Festival e partì per un tour in Giappone e negli Stati Uniti assieme ai Ride.
Nel gennaio 1992 uscì l'album d'esordio, Spooky prodotto da Robin Guthrie, dove si sentono le influenze del suono dei Cocteau Twins, con il loro caratteristico "wall of sound" e l'uso di molti effetti chitarristici. Il disco ottenne critiche discordanti, secondo alcuni il suono del gruppo ne fu snaturato, sebbene riuscì ad entrare fino al 7º posto della Official Albums Chart.

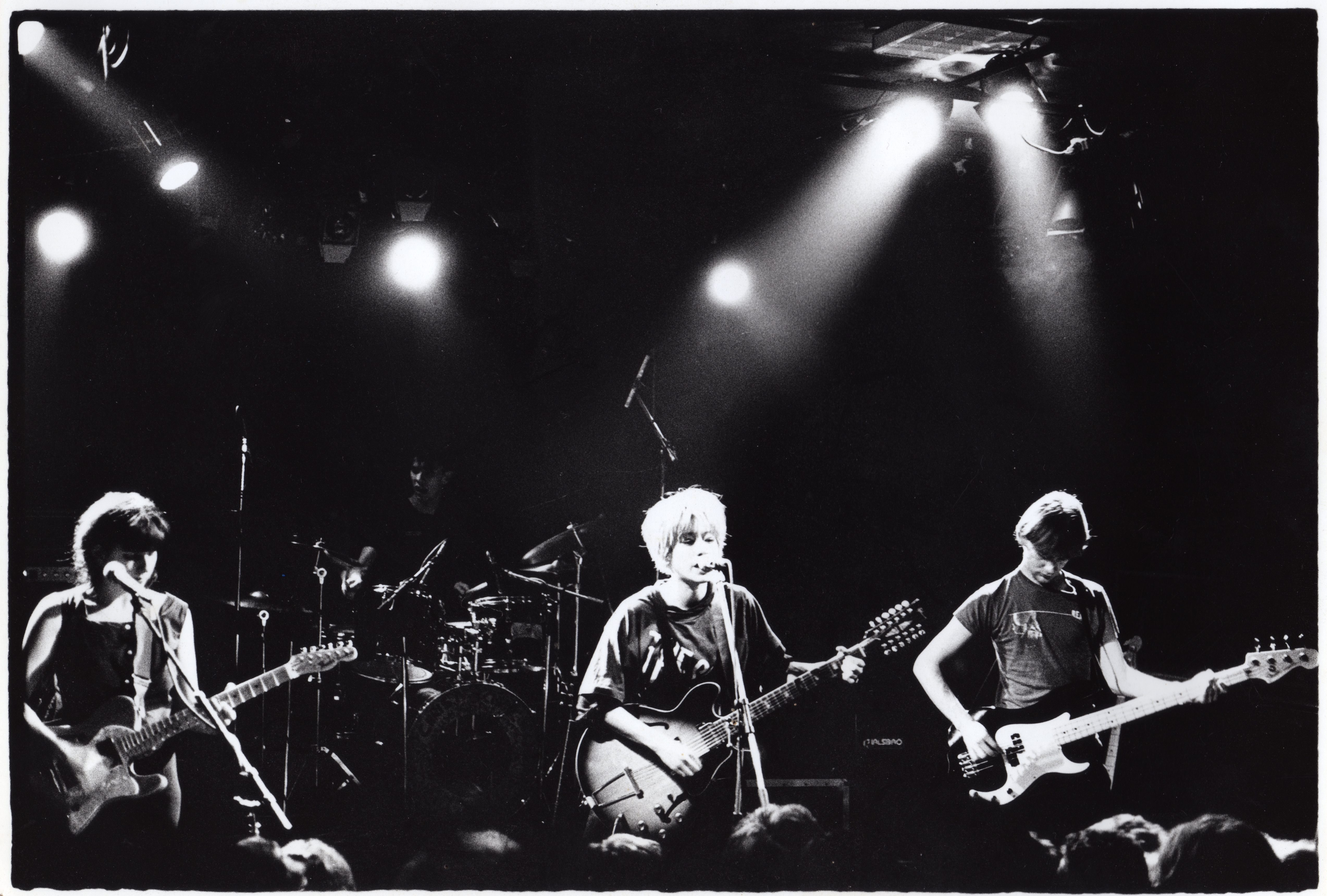
Il gruppo con i Pale Saints a Parigi

Rippon uscì dal gruppo per dedicarsi all'attività di scrittore e fu sostituito da Phil King. Il gruppo andò in tour negli USA, dove fu selezionato dall'organizzatore Perry Farrell per il festival itinerante Lollapalooza.
Il gruppo contattò Bob Mould per la produzione del secondo album ma rifiutò. Split, pubblicato nel 1994, fu prodotto dal gruppo con Mike Hedges. L'album non riscosse il successo sperato, ed anche durante i tour successivi ci furono dei disguidi con alcune date cancellate.
Per il terzo album il gruppo virò verso un suono più vicino al brit pop, genere all'epoca imperante grazie al fresco successo degli Oasis. L'album, Lovelife del 1996, fu il maggior successo del gruppo, grazie anche ai singoli Ladykillers e Single Girl e ha visto la partecipazione di Jarvis Cocker dei Pulp nel brano Ciao!.
In ottobre il gruppo però venne scosso da un fatto tragico, il suicidio del batterista Chris Acland, impiccatosi a casa dei genitori. Il batterista non fu più rimpiazzato e dopo poco più di un anno il gruppo comunicò lo scioglimento.
Nel post-Lush, Miki Berenyi divenne scrittrice per due riviste, Emma Anderson formò i Sing-Sing con Lisa O'Neill, Phil King suono per un periodo con The Jesus and Mary Chain.

## Formazione
- Miki Berenyi
- Emma Anderson
- Phil King
- Chris Acland
- Meriel Barham
- Steve Rippon

## Discografia

### Album
- 1989 - Scar mini-CD (4AD)
- 1992 - Spooky (4AD)
- 1994 - Split (4AD)
- 1996 - Lovelife (4AD)

### Raccolte
- 1990 - Gala
- 2001 - Ciao! Best of Lush